# Volvo S80
De Volvo S80 was van zijn introductie in 1998 tot de introductie van de Volvo S90 in 2016 het 'premium'-model van Volvo. De Volvo S80 is een vrij lange en zware sedan. De S80 stond symbool voor de nieuwe designweg die Volvo insloeg. Het ontwerp van de S80 is duidelijk geïnspireerd op of een doorontwikkeling van de conceptauto Volvo ECC.
Aanvankelijk werd gedacht dat dit maar een eenmalige designstunt van Volvo was, maar dat werd in een klap weggenomen toen Volvo de S60 en de V70 presenteerde.
De S80 staat bekend om zijn revolutionaire veiligheidsniveau. Dit is vanaf het begin door veel onafhankelijke testorganisaties geroemd.
Bij zijn lancering werd meteen het WHIPS en IC geïntroduceerd. WHIPS (whiplash protection system) zorgt ervoor dat de voorstoelen meebewegen bij een aanrijding van achteren zodat met name whiplashletsel verminderd wordt. IC (Inflatable Curtain) wordt geactiveerd tijdens een zijdelingse aanrijding waarbij een raamairbag de hoofden van de passagiers beschermt.

## Eerste generatie (1998 - 2006)
De S80 was na zijn introductie leverbaar met vijf benzinemotoren en een dieselmotor. In 2001 kwam er een dieselmotor bij; de 163 pk sterke D5. De S80 was gebaseerd op het Volvo P2-platform, dat ook voor de Volvo S60 werd gebruikt.
In 2003 werd de S80 gefacelift en werd de buitenkant op enkele punten gewijzigd. Verder werd de 2.4T-benzinemotor vervangen door een 2.5T-benzinemotor. In 2006 viel het doek voor de eerste generatie S80.

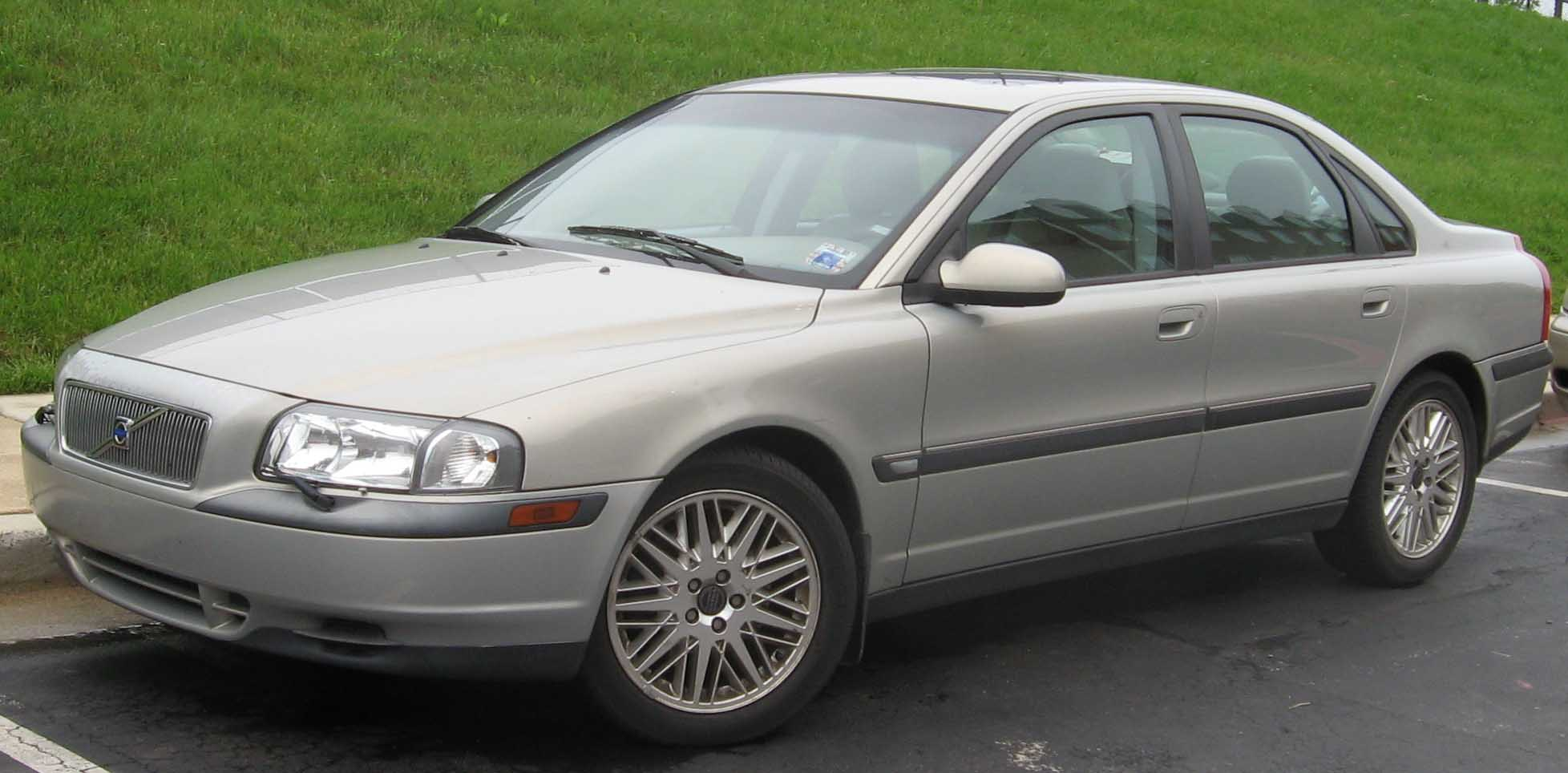
Volvo S80 (voor de facelift)
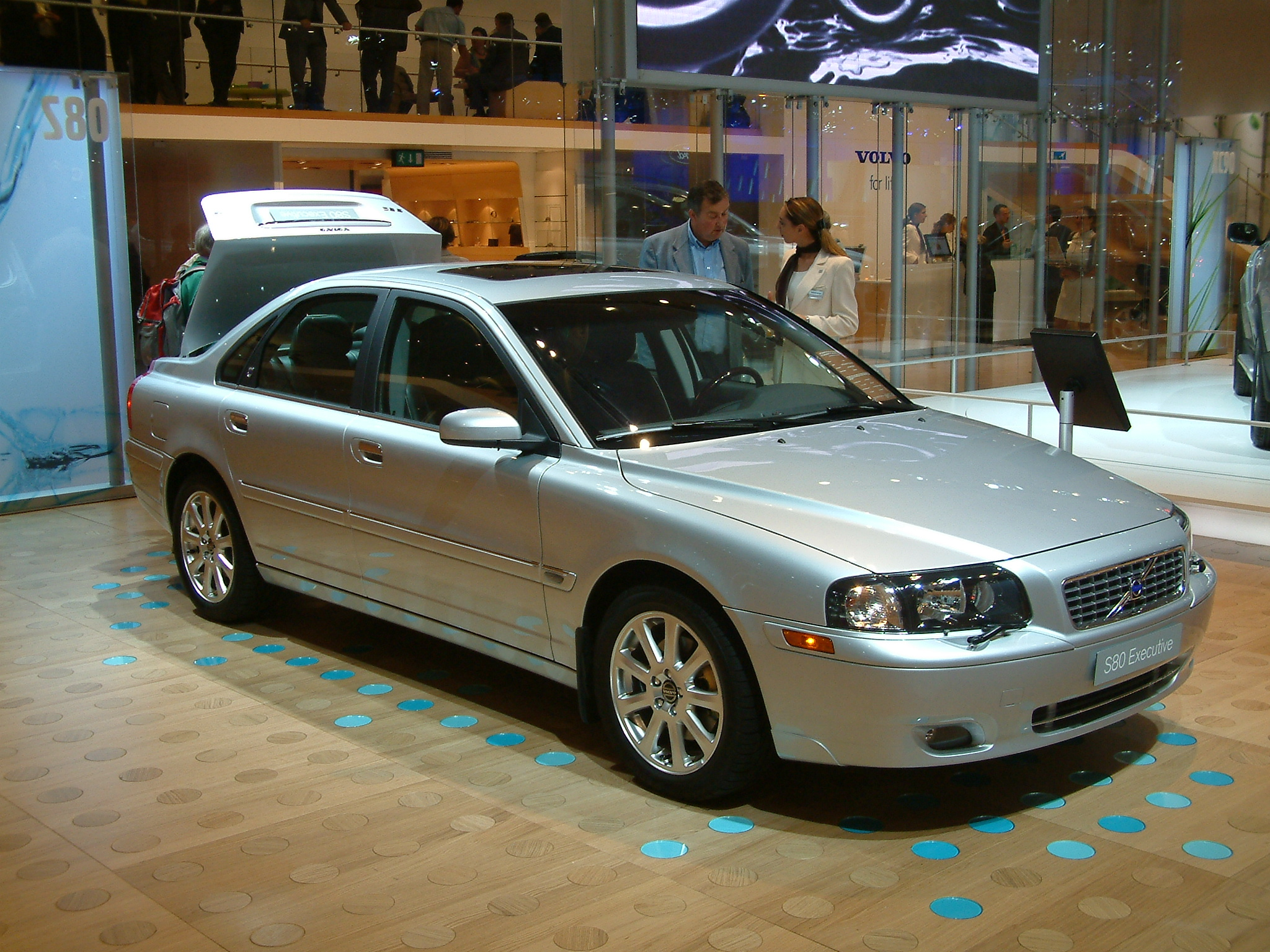
Volvo S80 Executive (na de facelift)

### Motoren
Benzine
| Model  | Cilinderinhoud | Cilinderaantal | Vermogen        | Koppel | Periode   | Opmerkingen    |
| ------ | -------------- | -------------- | --------------- | ------ | --------- | -------------- |
| 2.4    | 2435 cm³       | 5-in-lijn      | 103 kW (140 pk) | 220 Nm | 1999–2005 |                |
| 2.4    | 2435 cm³       | 5-in-lijn      | 125 kW (170 pk) | 230 Nm | 1999–2006 |                |
| 2.4T   | 2435 cm³       | 5-in-lijn      | 147 kW (200 pk) | 285 Nm | 2000–2003 | met turbolader |
| 2.9    | 2922 cm³       | 6-in-lijn      | 147 kW (200 pk) | 280 Nm | 1998–2002 |                |
| 2.9    | 2922 cm³       | 6-in-lijn      | 144 kW (196 pk) | 280 Nm | 2002–2005 |                |
| 2.5T   | 2521 cm³       | 5-in-lijn      | 154 kW (210 pk) | 320 Nm | 2003–2006 | met turbolader |
| 2.8 T6 | 2783 cm³       | 6-in-lijn      | 200 kW (272 pk) | 380 Nm | 1998–2005 | met turbolader |

Diesel
| Model  | Cilinderinhoud | Cilinderaantal | Vermogen        | Koppel | Periode   | Opmerkingen |
| ------ | -------------- | -------------- | --------------- | ------ | --------- | ----------- |
| 2.5 D  | 2460 cm³       | 5-in-lijn      | 103 kW (140 pk) | 290 Nm | 1999–2001 | Turbodiesel |
| 2.4 D  | 2401 cm³       | 5-in-lijn      | 96 kW (130 pk)  | 280 Nm | 2002–2005 | Turbodiesel |
| 2.4 D5 | 2401 cm³       | 5-in-lijn      | 120 kW (163 pk) | 340 Nm | 2001–2006 | Turbodiesel |

Bi-Fuel
| Model | Cilinderinhoud | Cilinderaantal | Vermogen        | Koppel | Periode   | Opmerkingen     |
| ----- | -------------- | -------------- | --------------- | ------ | --------- | --------------- |
| 2.4   | 2435 cm³       | 5-in-lijn      | 103 kW (140 pk) | 192 Nm | 2002–2005 | Benzine/Aardgas |
| 2.4   | 2435 cm³       | 5-in-lijn      | 103 kW (140 pk) | 214 Nm | 2001–2005 | Benzine/LPG     |

## Tweede generatie (2006 - 2016)
De S80 werd in mei 2006 opgevolgd door een nieuwe S80 met nieuwe techniek en een nieuwe dashboardstyling. De S80 is gebaseerd op het Ford EUCD-platform, dat ook voor de V70/XC70, S60, V60 en de XC60 wordt gebruikt. Het Ford EUCD-platform vormt de basis voor verschillende auto's uit het Ford-concern (Ford Galaxy/S-Max, Ford Mondeo en Mazda 6).
Sinds november 2009 is er ook een DRIVe-versie van de S80 beschikbaar: een 1.6 diesel van Ford, ontwikkeld in samenwerking met Peugeot/Citroën met 109 pk en 240 Nm koppel. Deze wordt vaak gekozen voor de overheidspremie die men krijgt voor het lage verbruik.

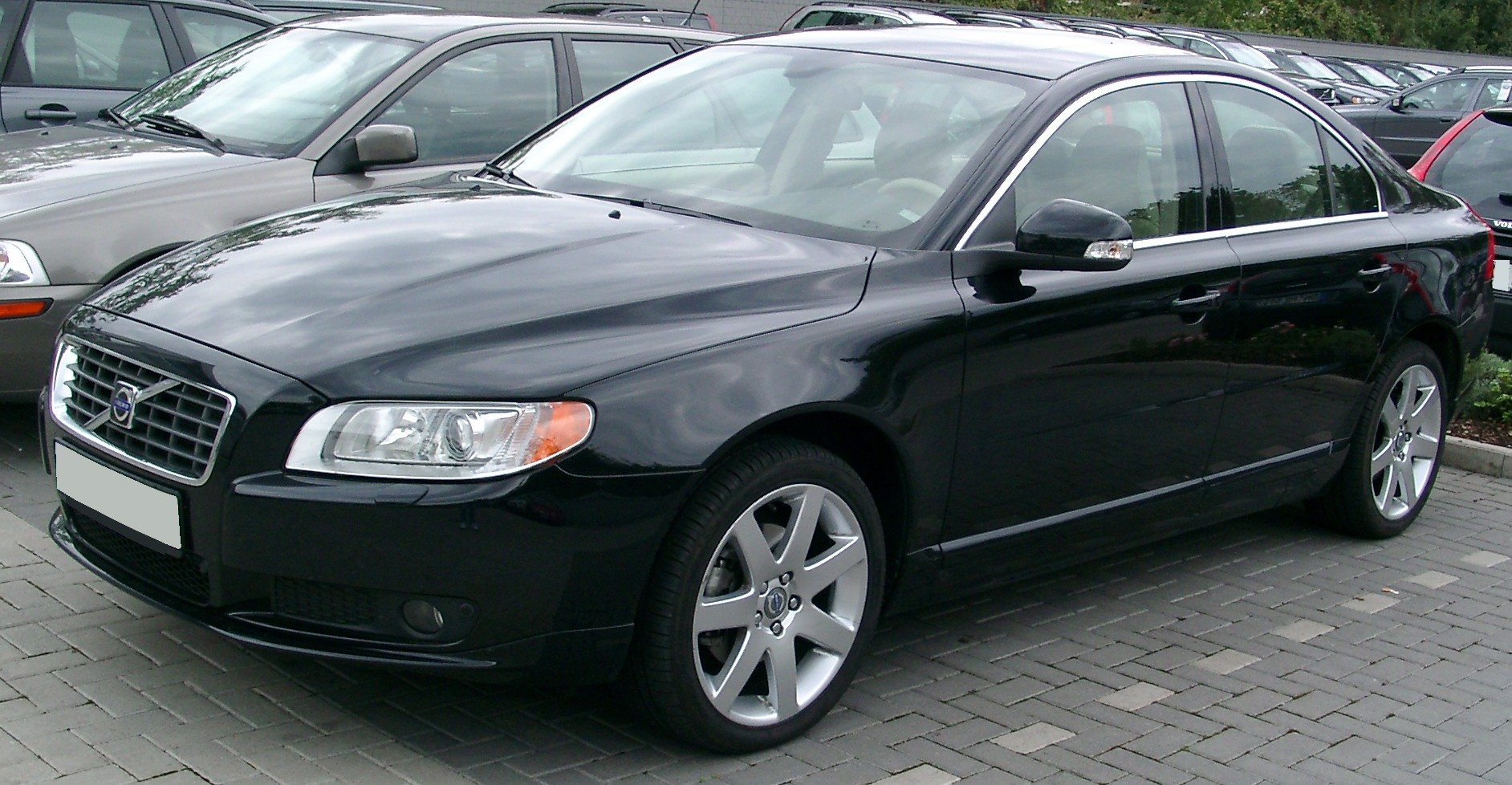
Volvo S80 (2006-2013), vooraanzicht
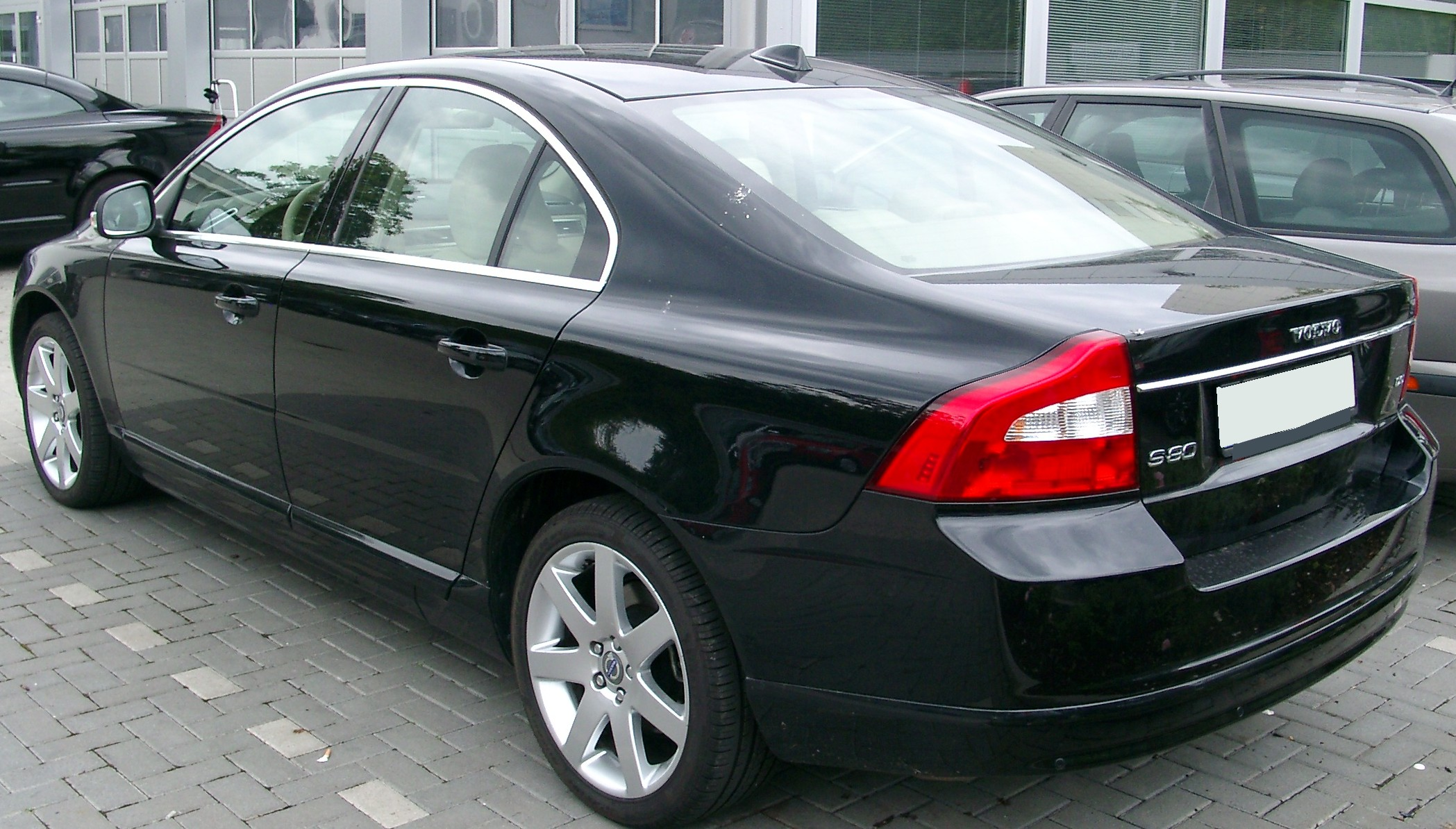
Volvo S80 (2006-2013), achteraanzicht

### Motoren
Benzine
| Model  | Cilinderinhoud | Cilinderaantal | Vermogen        | Koppel | Periode   | Opmerkingen                                            |
| ------ | -------------- | -------------- | --------------- | ------ | --------- | ------------------------------------------------------ |
| 2.0    | 1999 cm³       | 4-in-lijn      | 107 kW (145 pk) | 185 Nm | 2007-2010 |                                                        |
| 2.0F   | 1999 cm³       | 4-in-lijn      | 107 kW (145 pk) | 185 Nm | 2007-2010 | FlexiFuelmotor, Euro / Bioethanol E85                  |
| T4     | 1595 cm³       | 4-in-lijn      | 132 kW (180 pk) | 240 Nm | 2010-2013 | met turbolader                                         |
| T4F    | 1595 cm³       | 4-in-lijn      | 132 kW (180 pk) | 240 Nm | 2011-2013 | FlexiFuelmotor, Euro / Bioethanol, E85, met turbolader |
| 2.0 T  | 1999 cm³       | 4-in-lijn      | 149 kW (203 pk) | 300 Nm | 2010-2011 | met turbolader                                         |
| 2.5 T  | 2521 cm³       | 5-in-lijn      | 147 kW (200 pk) | 300 Nm | 2006-2009 | met turbolader                                         |
| 2.5FT  | 2521 cm³       | 5-in-lijn      | 147 kW (200 pk) | 300 Nm | 2008-2009 | FlexiFuelmotor, Euro / Bioethanol, E85, met turbolader |
| 2.5 T  | 2521 cm³       | 5-in-lijn      | 170 kW (231 pk) | 340 Nm | 2009-2011 | met turbolader                                         |
| 2.5FT  | 2521 cm³       | 5-in-lijn      | 170 kW (231 pk) | 300 Nm | 2009-2011 | FlexiFuelmotor, Euro / Bioethanol, E85, met turbolader |
| 3.2    | 3192 cm³       | 6-in-lijn      | 175 kW (238 pk) | 320 Nm | 2006-2009 |                                                        |
| 3.2    | 3192 cm³       | 6-in-lijn      | 179 kW (243 pk) | 320 Nm | 2010-2012 |                                                        |
| T5     | 1999 cm³       | 4-in-lijn      | 177 kW (240 pk) | 320 Nm | 2010-2013 | met turbolader                                         |
| T5     | 1969 cm³       | 4-in-lijn      | 180 kW (245 pk) | 350 Nm | 2013-2016 | met turbolader                                         |
| T6 AWD | 2953 cm³       | 6-in-lijn      | 210 kW (285 pk) | 400 Nm | 2007-2010 | met turbolader                                         |
| T6 AWD | 2953 cm³       | 6-in-lijn      | 224 kW (304 pk) | 440 Nm | 2010-2015 | met turbolader                                         |
| V8 AWD | 4414 cm³       | V8             | 235 kW (315 pk) | 440 Nm | 2006-2009 |                                                        |

Diesel
| Model        | Cilinderinhoud | Cilinderaantal | Vermogen        | Koppel | Periode   | Opmerkingen             |
| ------------ | -------------- | -------------- | --------------- | ------ | --------- | ----------------------- |
| 1.6 D DRIVe  | 1560 cm³       | 4-in-lijn      | 80 kW (109 pk)  | 240 Nm | 2009-2010 | Turbodiesel             |
| 1.6 DRIVe/D2 | 1560 cm³       | 4-in-lijn      | 84 kW (115 pk)  | 270 Nm | 2011-2015 | Turbodiesel             |
| 2.0 D        | 1998 cm³       | 4-in-lijn      | 100 kW (136 pk) | 320 Nm | 2007-2010 | Turbodiesel             |
| D3           | 1984 cm³       | 5-in-lijn      | 100 kW (136 pk) | 350 Nm | 2013-2014 | Turbodiesel             |
| D3/D4        | 1984 cm³       | 5-in-lijn      | 120 kW (163 pk) | 400 Nm | 2010-2011 | Turbodiesel             |
| 2.4 D        | 2401 cm³       | 5-in-lijn      | 120 kW (163 pk) | 340 Nm | 2006-2009 | Turbodiesel             |
| 2.4 D        | 2400 cm³       | 5-in-lijn      | 129 kW (175 pk) | 420 Nm | 2009-2010 | Turbodiesel             |
| D4           | 1969 cm³       | 4-in-lijn      | 133 kW (181 pk) | 400 Nm | 2013-2016 | Turbodiesel (Twinturbo) |
| D5           | 2400 cm³       | 5-in-lijn      | 136 kW (185 pk) | 400 Nm | 2006-2009 | Turbodiesel             |
| D5           | 2400 cm³       | 5-in-lijn      | 151 kW (205 pk) | 420 Nm | 2008-2011 | Turbodiesel             |
| D5           | 2400 cm³       | 5-in-lijn      | 158 kW (215 pk) | 420 Nm | 2011-2014 | Turbodiesel             |

Huidige modellen:
EC40 · 
EX30 · 
S60-V60 · 
S90-V90 · 
XC40 · 
XC60 · 
XC90 · 
EX90
Modellen geïntroduceerd na 1965:
100-serie · 
164 · 
200-serie · 
262C · 
66 ·
300-serie · 
400-serie ·
480 ·
700-serie · 
850 · 
900-serie · 
C30 · 
C70 · 
S40 · 
S70 · 
S80 · 
V40 ·
V40 Classic ·
V50 · 
V70-XC70
Modellen geïntroduceerd voor 1965:
ÖV4 · 
PV4 · 
PV650-serie ·
TR670-serie ·
PV36 ·
PV800-serie ·
PV50-serie · 
PV444 ·
PV60 ·
Duett ·
P1900 ·
Amazon · 
PV544 ·
P1800
Conceptauto's:
Philip ·
VESC ·
ECC ·
YCC ·
ReCharge ·
Concept You